# Восстание в Саге
Восста́ние в Са́ге (яп. 佐賀の乱, さがのらん сага но ран, 1 февраля — 1 марта 1874) — антиправительственное восстание нетитулованного привилегированного сословия (сидзоку) в Японии, которое состоялось в 1874 году на севере острова Кюсю на территории префектуры Сага под руководством Это Симпэя и Симы Ёситакэ. Окончилось победой правительственных сил и казнью лидеров повстанцев.

## История
В августе — октябре 1873 года, в ходе дебатов о завоевании Кореи, в префектуре Сага сформировались две партии сидзоку: Партия завоевания Кореи (яп. 征韓党) и Патриотическая партия (яп. 憂国党). Первая объединяла радикалов-прогрессистов, а вторая — консерваторов. В январе 1874 года, после правительственного кризиса, Партию завоевания Кореи возглавил Это Симпэй, бывший Императорский советник, а лидером Патриотической партии стал Сима Ёситакэ, бывший глава префектуры Акита. 1 февраля обе партии объединились и восстали против правительства. Со своей стороны, 4 февраля правительство издало приказ Императорской армии подавить восстание.
13 февраля Это Симпэй издал «манифест о решающей битве», в котором призвал всех бывших самураев Японии присоединиться к антиправительственному выступлению. 18 февраля повстанцы успешно захватили управление префектуры Сага, но ожидаемой общенациональной поддержки не получили. Бои с правительственными войсками продолжались две недели. В результате восставшие потерпели поражение. В апреле полиция арестовала лидеров мятежа: Это Симпэя, который укрывался в Коти, и Симу Ёситакэ, который укрывался в Кагосиме. Их казнили, выставив головы на всеобщее обозрение. Вместе с лидерами повстанцев правительство казнило 400 оппозиционеров, участников восстания.
Восстание в Саге было первым вооружённым выступлением в истории новой Японии, направленным против олигархигации центрального правительства и непопулярных правительственных реформ.